# Of Mice & Men
Of Mice & Men es una banda de Post-hardcore, procedente de Costa Mesa, Estados Unidos, se formó en el año 2009. La formación actual de la banda está compuesta por el baterista Valentino Arteaga, los guitarristas Phil Manansala y Alan Ashby, y el bajista y vocalista principal Aaron Pauley. El grupo fue fundado por el exvocalista principal Austin Carlile y el exbajista Jaxin Hall a mediados de 2009, tras la salida de Carlile de Attack Attack!. Carlile dejó la banda en diciembre de 2016 alegando que una enfermedad crónica lo obligó a abandonarla. Tras la salida de Carlile, la banda continuó creando música con Pauley como bajista y vocalista principal.
Desde 2009, la banda ha lanzado ocho álbumes de estudio: Of Mice & Men (2010), The Flood (2011), Restoring Force (2014), Cold World (2016), Defy (2018), Earthandsky (2019), Echo (2021) y Tether (2023). La música inicial de Of Mice & Men se ha descrito como metalcore y post-hardcore. Sin embargo, su material posterior se ha considerado más melódico y se ha inclinado hacia géneros como el nu metal, el metal alternativo y el hard rock, conservando su sonido original.
La banda ha tocado en festivales internacionales de música, como el Vans Warped Tour en 2010, 2011, 2012 y 2014, y el Soundwave Music Festival en 2013 y 2015.
El nombre de la banda viene de la novela de John Steinbeck, Of Mice and Men.

## Historia

### Formación y álbum debut (2009-2010)
Of Mice & Men fue fundado por Austin Carlile, antiguo vocalista de Attack Attack!, y por el bajista Jaxin Hall, de Auckland, Nueva Zelanda, durante el 2009 en Columbus, Ohio. Los dos grabaron un demo "Seven Thousand Miles for What?" con la banda Though She Wrote en Paper Tiger Studios en Columbus. Austin y Jaxin estuvieron buscando otros miembros durante un mes. Se encontraron a Valentino Arteaga, batería de Lower Definition, Jon Kintz de Odd Project y Phil Manansala, guitarrista de gira de A Static Lullaby. Austin y Jaxin fueron al Sur de California para reunirse con los tres. Más tarde, Jon Kintz fue reemplazado por Shayley Bourget. Con la pregunta sobre la partida de Jon Kintz, en un Q&A del grupo, Shayley dijo bromeando "Jon no era suficiente." Por parte de Jon Kintz, según los informes, citó que la banda sentía que él estaba "mucho de fiesta." Después de llegar a 1.000.000 de reproducciones en su perfil de MySpace en tan solo dos meses después de su lanzamiento, la banda subió un cover de la canción Poker Face de Lady Gaga. La canción fue masterizada por Tom Denney, exintegrante de A Day to Remember y una copia del demo fue enviado directamente a Rise Records. Reconociendo la banda como el nuevo proyecto musical de Austin Carlile. El grupo viajó hasta Foundation Studios en Connersville, Indiana el 14 de julio de 2009, con Joey Sturgis para grabar su álbum homónimo.
El 6 de diciembre de 2009, tenía dos vídeos que grabar en Ventura, California "Those in Glass Houses" y "Second & Sebring." La banda lanzó su álbum el 9 de marzo de 2010, a pesar de que tenían pensado lanzarlo antes. El álbum iba a ser lanzado el 23 de febrero, sin embargo se vio obligado a un retraso de apenas unos días antes de su estreno, pero el 10 de febrero de 2010 se filtró por los fanes que hackearon el sistema. El video de "Second & Sebring" fue lanzado en la página web de Hot Topic y fue estrenado en televisión en Headbangers Ball el 15 de marzo de 2010.
La banda se unió al "Squash The Beef Tour" de teloneros con Dance Gavin Dance, Emarosa, Tides of Man y Of Machines. En 2009 también estuvieron en el Atticus Tour con Finch, Blessthefall, Drop Dead, Gorgeous, Vanna y Let's Get It.
Después del Atticus Tour, la banda apoyo a I See Stars en el Leave It To The Suits con We Came as Romans, Broadway y Covendetta.

### Primera salida de Austin Carlile y Jaxin Hall (2010-2011)
Jerry Roush, que antes formaba parte de Sky Eats Airplane, pronto se convirtió en miembro permanente de Of Mice & Men. Originalmente, Jerry era el sustituto de Austin en The Emptiness Tour en 2010 que contaba con bandas como Alesana, A Skylit Drive, The Word Alive y We Came as Romans. Austin requería de una operación de corazón en un futuro cercano y se vio obligado por su médico a no ir de gira. Al mismo tiempo, Austin estaba en conflicto con los miembros de la banda. Después de mucha deliberación, la banda y Austin decidieron separarse. El grupo invitó posteriormente a Jerry Roush a unirse a Of Mice & Men. La banda apareció en la portada de la edición 19 de Substream Music Press poco después de esta decisión.
Después del "The Empires Tour", Of Mice & Men fueron teloneros de Attack Attack! en la gira "This Is A Family Tour" junto con Fear and Faith, Pierce The Veil y Emmure.
Meses después de la incorporación de Jerry Roush, el bajista, Jaxin Hall dejaba el grupo el 23 de agosto de 2010. Jaxin explicó que tomo esa decisión porque quería centrarse más en su vida personal y en su línea de ropa, Love Before Glory. Dane Poppin de A Static Lullaby fue el bajista sustituto para las nuevas fechas de gira. El grupo fue incluido en Punk Goes Pop 3, cantando Blame It On de Jamie Foxx con Dane Poppin como bajista y es la única canción que la banda grabó con Jerry Roush como vocalista.
La banda participó en Warped Tour 2010. Y poco después, Of Mice & Men salieron de gira por Reino Unido con August Burns Red y Blessthefall.

### Vuelta de Austin Carlile con Alan Ashby yThe Flood(2011-2012)

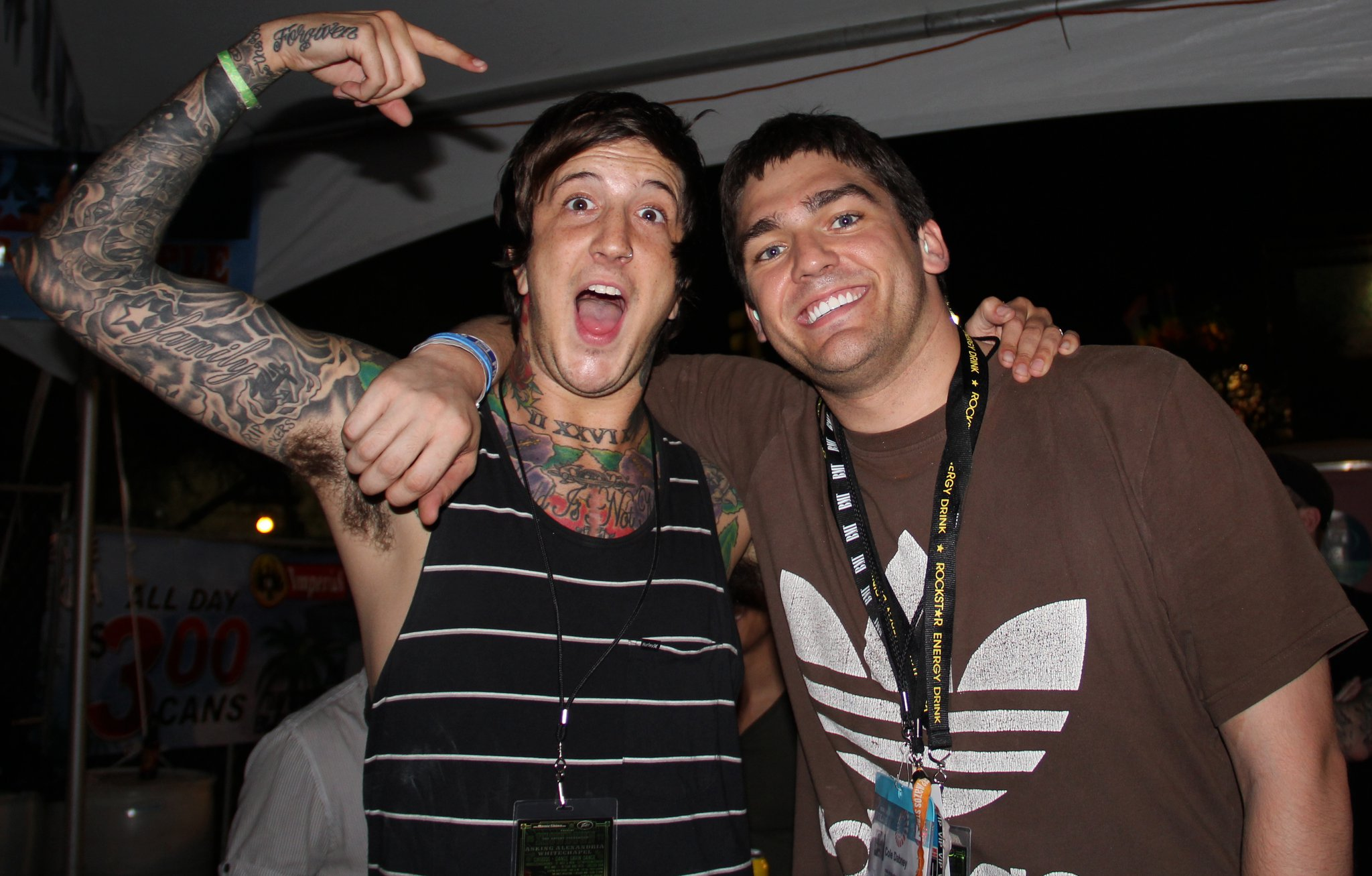
Austin Carlile con el director musical Cole Dabney después de tocar en el SXSW en 2011

Jerry Roush fue líder de la banda por nueve meses, el grupo confirmó el 3 de enero de 2011 que llegaron a la conclusión de dejar ir a Jerry en favor del exvocalista y fundador de la banda, Austin Carlile, de vuelta al grupo. Jerry Roush publicó una respuesta extendida de su despido de la banda en su cuenta de Twitter. Austin tenía la intención de iniciar un nuevo proyecto musical, con el músico Alan Ashby, hasta que se le hizo la petición de volver al grupo. Austin y Alan fueron aceptados en Of Mice & Men, con Alan como miembro nuevo. A pesar del drama de corta duración de Alan y Austin, sobre que Alan expuso la relación que mantenía Austin con la fanática Delaney Michelone, siguieron siendo compañeros y muy buenos amigos. Posteriormente, el grupo experimentó un ligero arreglo, ya que necesitaban un bajista después de varias sustituciones que Dane Poppin, A Static Lullaby, contribuyó. Dane necesitaba volver a A Static Lullaby después de una extensa gira con Of Mice & Men, el grupo tuvo que mover a Shayley Bourget de guitarra rítmica a bajista pero seguía siendo quien cantaba con voz limpia y Alan se convirtió en el guitarrista.
La banda comenzó el proceso de grabación de su segundo álbum titulado The Flood a finales de enero de 2011. Poco después de finalizar la grabación, la banda encabezó en 2011 el Artery Across The Nation Tour con el apoyo de Woe, Is Me, Sleeping with Sirens, I Set My Friends On Fire y The Amity Affliction.
La banda estuvo de gira por Europa y Australia apoyando a The Amity Affliction, junto con I Killed the Prom Queen y Deez Nuts. Más tarde también apoyaron a la banda Asking Alexandria en una gira de 4 días por Reino Unido junto con Sleeping with Sirens.
El 13 de mayo de 2011, Of Mice & Men lanzó un nuevo sencillo titulado, "Still YDG'N." El 24 de mayo de 2011, sacaron un nuevo sencillo llamado, "Purified." "Purified" fue añadido a la copilacion Warped Tour Compilation 2011. "The Flood" fue lanzado el 14 de junio de 2011.
Of Mice & Men participó en el Warped Tour 2011. A ellos se les unió el exbajista Jaxin Hall en fechas selectas en California para "Second and Sebring."[cita requerida] Desde el 13 de septiembre hasta el 14 de octubre de 2011, Of Mice & Men apoyó a We Came as Romans en la gira Im Alive Tour junto con Miss May I, Texas in July y Close to Home. Después, el grupo encabezó la gira Monster Energy con Iwrestledabearonce, I See Stars, Abandon All Ships y That's Outrageous!. For The Fallen Dreams también fueron incluidos para la primera mitad de la gira.

### Salida de Shayley Bourget,The FloodDeluxe reedición (2012)
En 2012, la banda anunció que estaban regresando al estudio para grabar su tercer álbum. El 9 de febrero, se anunció por Facebook y Youtube la salida de Shayley Bourget del grupo. Shayley también publicó una declaración en Youtube, explicando las razones por las que tuvo que dejar la banda. El sufría de depresión y alcoholismo, junto con otros problemas personales y sentía que los demás miembros del grupo se venían abajo. Shayley declaró que no volvería a la banda, ya que tenía un nuevo proyecto, llamado Dayshell, con Raul Martínez, y el continúa con la creación de nueva música. El 2 de marzo, la banda anunció a través de Facebook que Austin Carlile se haría cargo de todas las voces en el tercer álbum de Of Mice & Men.
Una reedición de The Flood fue lanzada el 24 de julio de 2012. Contiene 2 discos con 4 nuevas canciones.
Para el Warped Tour 2012, Aaron Pauley de Jamie's Elsewhere era el bajista sustituto y cantaba las voces limpias.

### Restoring Force(2012-2015)
El 4 de diciembre de 2012 la banda anuncio en Facebook que estaba escribiendo y grabando demos para el siguiente álbum. La banda declaró "En caso de que aún no lo sepáis, actualmente nos encontramos en casa por el resto de 2012 y ahora estamos de vuelta en el estudio trabajando ¡en un nuevo álbum! ¡SI! Un álbum completo con material nuevo que se está escribiendo y haciendo demos ¡AHORA MISMO!" La banda entró en el estudio en junio de 2013 para comenzar la pre-prodición del álbum con el productor David Bendeth. El 1 de octubre de 2013 fue anunciado que la banda había finalizado de grabar el nuevo álbum, pasando todo el verano en Nueva Jersey grabando con David Bendeth, quien se encontraba en procesamiento de la mezcla del álbum.
El 17 de octubre de 2013, Alternative Press lanzó el primer video de estudio y anunció que el tercer álbum ya estaba completo, la banda publicó esta declaración: "En los pasados meses, hemos estado escribiendo y grabando nuestro tercer álbum de estudio con el productor David Bendeth. Estamos entusiasmados de anunciar, que después del proceso más profundo de grabación que hemos tenido nunca, el álbum ya está finalizado y ¡no podemos ESPERAR a que lo escuchéis!"
El 26 de noviembre de 2013, la banda publicó un teaser que una gran noticia iba a salir al día siguiente. Al día siguiente la banda anunció que el título del tercer álbum sería Restoring Force, y que saldría a la venta el 28 de enero de 2014 en Norteamérica. También anunciaron fechas en Reino Unido en abril de 2014 con Issues y Beartooth.
El 1 de diciembre de 2013, la banda lanzó el primero single de Restoring Force. "You're Not Alone" es la primera canción lanzada por la banda con el nuevo bajista y vocalista voces limpias Aaron Pauley. Anunciaron que el próximo sencillo sería Bones Exposed; fue lanzado el 23 de diciembre de 2013.

### Cold Worldy segunda salida de Austin Carlile (2016-2017)
El 27 de junio de 2016, la banda anunció su cuarto álbum de estudio, Cold World , que se lanzó el 9 de septiembre de 2016 a través de Rise Records . El mismo día, lanzaron el sencillo principal del álbum, "Pain", acompañado con su video musical.
Fue el último álbum de la banda que ha lanzado con Austin Carlile ya que este abandonó OM&M por complicaciones con su salud. 
Austin anunció su salida el 30 de diciembre de 2016. Publicó que, muy a su pesar, se veía obligado a dejar el grupo por su enfermedad crónica, síndrome de Marfan, ya que ésta podría empeorar aún más si seguía sobre-esforzando su cuerpo.
El 21 de abril de 2017 la banda tocó por primera vez en vivo sin Austin, dos días después la banda lanzó el sencillo "Unbreakable" marcando así el nuevo comienzo de la banda con Aaron Pauley como vocalista líder 
Of Mice & Men lanzó un corto documental en YouTube titulado después de la primera canción después de la salida de Carlile, "Unbreakable". El documental abordaba las luchas y los triunfos de la banda después de perder una parte vital del espectáculo. Dirigido por Johann Ramos, que representa el programa de gira de OM&M a principios de 2017. Esta película "irrompible" muestra a Of Mice & Men en sus últimas presentaciones de festivales en varios continentes interpretando sus canciones y brindando al público una mirada interior a su regimiento de gira.

### Defy(2017-2019)
El 10 de noviembre de 2017, la banda lanzó un tercer sencillo con Pauley en la voz, titulado "Warzone". Junto con el lanzamiento de "Warzone", la banda anunció su primer disco completo con Pauley como vocalista principal titulado "Defy". Unas semanas más tarde, la banda lanzó la canción principal, "Defy", el 27 de noviembre de 2017. El quinto sencillo, una versión de "Money" de Pink Floyd, se lanzó en todo el mundo el 11 de enero de 2018. El 19 de enero, Defy fue lanzado en todo el mundo.

### Nuevo sello, trilogía de EP yEcho(2021-2022)
El 13 de enero de 2021, la banda reveló que se habían separado de Rise Records y habían firmado con SharpTone Records. Simultáneamente, lanzaron un nuevo sencillo, "Obsolete", y anunciaron que su EP debutTimeless, se lanzaría el 26 de febrero de 2021. El 18 de enero, Pauley anunció vía Twitter que este sería el primero de tres EP lanzados ese año. El 10 de febrero, dos semanas antes del lanzamiento del EP, la banda lanzó la canción principal, "Timeless". El 21 de abril, la banda anunció que su segundo EP Bloom, se lanzaría el 28 de mayo de 2021. Ese mismo día, presentaron un nuevo sencillo y la canción principal, "Bloom".
El 29 de septiembre, la banda lanzó un nuevo sencillo, "Mosaic". El 19 de octubre, la banda lanzó el sencillo "Fighting Gravity" y anunció que su tercer EP Ad Infinitum, se lanzaría el 3 de diciembre de 2021. El grupo también anunció por sorpresa su séptimo álbum de estudio Echo, que se lanzó junto con el EP y recopila los tres EP lanzados a lo largo del año. Al mismo tiempo, revelaron la portada del álbum y la lista de canciones. El 24 de noviembre, una semana antes del lanzamiento del EP y del álbum, la banda reveló la canción principal del disco.

### Tether(2023-2025)
El 12 de febrero de 2023, Of Mice & Men anunció a través de redes sociales que casi habían terminado el material de su octavo álbum de estudio. El 9 de julio, la banda compartió un video en línea con imágenes del detrás de cámaras de una grabación reciente, incluyendo una sesión de fotos. El 17 de julio, revelaron que Tether sería el título de su octavo álbum de estudio. Ese mismo día, la banda confirmó que el primer sencillo, titulado "Warpaint", se lanzaría el 28 de julio. Ese mismo día, la banda reveló que el álbum se lanzaría el 6 de octubre. El 23 de agosto, la banda lanzó el segundo sencillo, "Castaway", junto con un video musical.
El 20 de septiembre, tres semanas antes del lanzamiento del álbum, la banda lanzó el tercer sencillo, "Indigo". El video musical de "Into the Sun" se lanzó el 6 de octubre de 2023, coincidiendo con el lanzamiento del álbum.

### Another Miracle(2025-presente)
El 8 de mayo de 2025, la banda lanzó el sencillo "Another Miracle", así como su firma con Century Media Records. El 10 de julio de 2025, la banda anunció su próximo noveno álbum de estudio Another Miracle que se lanzará el 14 de noviembre de 2025. Ese mismo día, se lanzó el segundo sencillo del álbum, "Wake Up".

## Estilo Musical
Of Mice & Men ha sido clasificado como Metalcore y recientemente como nu metal. El primer álbum fue llamado un álbum típico de metalcore, en relación con The Devil Wears Prada, We Came as Romans y Attack Attack! y también tiene algún elemento de post-hardcore.
El segundo álbum fue clasificado como el típico metalcore moderno, y se había vuelto más melódico y que tenía algunos elementos leves de nu metal. Cuando la banda grabó el tercer álbum, empezaron a incorporar más nu metal a su sonido. "You're Not Alone", fue comparado con el estilo de Deftones, Disturbed y Slipknot. Rocksound dijo que era una mezcla de nu metal y metalcore.

## Miembros
| - Aaron Pauley – bajo, vocalista, voz limpia (2012–presente), voz gutural (2016-presente) - Phil Manansala – Guitarra líder (2009–presente), coros (2009, 2010–2011, 2016–presente), guitarra rítmica (2009, 2012–presente) - Alan Ashby – Guitarra rítmica, guitarra líder, coros (2011–presente), voz gutural (2016-presente), bajo (2011–2012) - David Valentino Arteaga – batería (2009–presente) | - Jerry Roush – voz gutural (2010–2011) - Jon Kintz - guitarra rítmica, coros (2009) - Jaxin Hall – bajo (2009–2010), coros (2009–2010), voz clara (2009) - Shayley Bourget – guitarra rítmica, voz clara (2009–2012), bajo (2010–2012) - Austin Carlile – voz gutural (2009–2010, 2011–2016), voz limpia (2014–2016) | - Raad Soudani – bajo (2019–presente) | - Devin Oliver – voz clara (2011) - Dane Poppin – bajo (2011–2011) - Justin Trotta – bajo (2011–2012) - Joel Piper – bajo (2012) |

## Discografía
| Álbumes de estudio - 2010: Of Mice & Men - 2011: The Flood - 2014: Restoring Force - 2016: Cold World - 2018: Defy - 2019: Earthandsky - 2021: Echo - 2023: Tether - 2025: Another Miracle | Álbumes en directo - 2016: Live at Brixton |

## Tours
| Año  | Nombre                        | Descripción |
| ---- | ----------------------------- | --- |
| 2009 | Squash the Beef Tour          | Participaron con Dance Gavin Dance, Emarosa, Tides of Man, y Of Machines.                                            |
| 2009 | Atticus Tour 2009             | Participaron con Finch, Blessthefall, Drop Dead, Gorgeous, Vanna, y Lets Get It.                                     |
| 2009 | Leave It to the Suits Tour    | Participaron con I See Stars, We Came as Romans, y Broadway.                                                         |
| 2009 | The Emptiness Tour            | Participaron con Alesana, A Skylit Drive, The Word Alive, y We Came as Romans.                                       |
| 2010 | The Rise Records Tour         | Participaron con The Bled, In Fear and Faith, y The Color Morale.                                                    |
| 2010 | Vans Warped Tour 2010         | Tocaron con Skullcandy Stage.                                                                                        |
| 2010 | European Tour 2010            | Participaron con August Burns Red y Blessthefall.                                                                    |
| 2010 | This Is a Family Tour         | Participaron con Attack Attack!, Pierce the Veil, In Fear and Faith y Emmure.                                        |
| 2011 | Artery Across the Nation Tour | Cabeza de cartel con el apoyo de I Set My Friends On Fire, Sleeping with Sirens, Woe, Is Me, y The Amity Affliction. |
| 2011 | European Tour                 | Participaron con Asking Alexandria y While She Sleeps en una corta gira de 4 días.                                   |
| 2011 | Destroy Music Tour            | Participaron con The Amity Affliction, I Killed the Prom Queen y Deez Nuts.                                          |
| 2011 | 2011 Vans Warped Tour         | Participaron en todo el tour entero.                                                                                 |
| 2011 | Monster Energy Outbreak Tour  | Cabeza de cartel con el apoyo de Abandon All Ships, I See Stars, y iwrestledabearonce.                               |
| 2011 | Decade of Destruction tour    | Con As I Lay Dying, junto con The Ghost Inside, Iwrestledabearonce, y Sylosis como teloneros.                        |
| 2012 | Eurpoean tour                 | Cabeza de cartel con el apoyo de Bury Tomorrow, Crossfaith y With One Last Breath.                                   |
| 2012 | Warped Tour 2012              | Actuaron en el Kia Soul Stage.                                                                                       |
| 2012 | UK Tour                       | HTeloneros de Memphis May Fire, y Secrets.                                                                           |
| 2013 | Soundwave Music Festival 2013 | Participaron |
| 2013 | Right Back At It Again tour   | Participaron con A Day To Remember, Chunk! No, Captain Chunk!, Issues y Pierce the Veil.                             |